# Хебыр (футбольный клуб)
«Хебыр» (болг. Хебър) — болгарский профессиональный футбольный клуб из Пазарджика. Основан в 1918 году. Выступает в Efbet Лиге.

## История
С 1916 года учитель из Пазарджика Георгий Сарбезов проводил занятия футболом на южном берегу реки Марицы. Студент из Праги, Лазарь Василев, привёз в город первый футбольный мяч. 31 мая 1918 года учащиеся местной гимназии основали футбольный клуб «Христо Ботев», позже переименованный в студенческое спортивно-туристическое объединение. Первый официальный матч команда сыграла с клубом «Левски» из Пловдива 25 мая 1919 года. С 1921 года объедининение «Христо Ботев» переименовали в спортивный клуб. В состав спортивного клуба вошли команды по футболу, волейболу, баскетболу и лыжным гонкам. В 1921 году начали проводиться первые матчи городского чемпионата. В 1935 году СК «Христо Ботев» попал в финальную часть Царского Кубка. В четверть-финале Ботев обыграл команду «Победа» из Плевена, но в полуфинале проиграл клубу «Тича» (Варна).
8 июня 1945 года «Ботев» объединился с пазарджикским «Левски» в клуб «Спартак». В июле 1959 года была создана резервная команда «Ботев II». В 1970 году клуб «Ботев» переименовали в «Марица» по названию реки. Через 3 года команда снова сменила название и стала носить имя Георгия Бенковского. В 1979 году название изменили на «Хебыр» — фракийское название реки Марица, которое сохранилось и по сей день. В 1985 году «Хебыр» из общества физической культуры и спорта превратился в футбольный клуб. В 1989 году клуб впервые выступил в высшей лиге страны — «А» РФГ, однако вылетел по итогам сезона. В 1991 году домашнему полю команды, «Септември», дали имя «Георгий Бенковский». До 2012 года клуб играл на разных уровнях чемпионата Болгарии, после чего прекратил своё существование. В 2016 году клуб был воссоздан.

## Главные тренеры
| Период     | Главный тренер    |
| ---------- | ----------------- |
| 1962—1964  | Атанас Паржелов   |
| 1971—1972  | Димитар Исаков    |
| 1972       | Иван Радоев       |
| 1974       | Манол Манолов     |
| 1976—1977  | Петар Жеков       |
| 1990—1991  | Стефан Грозданов  |
| 1991       | Динко Дерменджиев |
| 1991—1992  | Стоил Транков     |
| 1997—1998  | Крум Кантарев     |
| 1998       | Йордан Стойков    |
| 1999       | Петар Ковачев     |
| 1999—2001  | Войн Войнов       |
| 2003       | Петар Ковачев     |
| 2005       | Анатолий Нанков   |
| 2006       | Войн Войнов       |
| 2016—2017  | Здравко Лазаров   |
| 2017       | Йордан Петков     |
| 2017—2018  | Танчо Калпаков    |
| 2018—2022  | Николай Митов     |
| 2022—н. в. | Фульвио Пеа       |

## Тренерский штаб
- Фульвио Пеа — главный тренер
- Владимир Манчев — ассистент тренера
- Васил Василев — тренер вратарей

## Состав
| Страна                     | №       | Игрок                   | Дата рождения             | Бывший клуб       |
| Вратари                    | Вратари | Вратари                 | Вратари                   | Вратари           |
| -------------------------- | ------- | ----------------------- | ------------------------- | ----------------- |
| Сенегал                    |         | Хадим Ндиай             | 12 апреля 2000 (24 года)  | → Аталанта        |
| Болгария                   | 1       | Петар Дебарлиев         | 19 июня 1991 (33 года)    | Септември София   |
| Болгария                   | 88      | Диян Димов              | 2 октября 2002 (22 года)  | Воспитанник клуба |
| Защитники                  |         |                         |                           |                   |
| Украина                    | 38      | Глеб Бухал              | 12 ноября 1995 (29 лет)   | Кривбасс          |
| Болгария                   | 5       | Мартин Михайлов         | 3 января 2000 (25 лет)    | Спортист Своге    |
| Польша                     | 28      | Корнел Осира            | 7 февраля 1993 (32 года)  | Сандецья          |
| Сербия · Германия          | 15      | Милан Кременович        | 8 марта 2002 (23 года)    | → Фрозиноне       |
| Болгария                   | 10      | Пламен Крумов           | 4 ноября 1985 (39 лет)    | Царско село       |
| Португалия                 | 25      | Мауру Секейра           | 20 августа 1992 (32 года) | Уйпешт            |
| Болгария                   | 11      | Цветелин Тонев          | 3 января 1992 (33 года)   | Росмален          |
| Болгария                   | 98      | Георгий Тартов          | 3 декабря 1998 (26 лет)   | Кариана Эрден     |
| Полузащитники              |         |                         |                           |                   |
| Италия                     | 23      | Клаудио Бонанни         | 5 марта 1997 (28 лет)     | Бирбиркара        |
| Украина                    | 55      | Алексей Лобов           | 16 августа 1997 (27 лет)  | Оболонь           |
| Хорватия                   | 30      | Боян Кнежевич           | 28 января 1997 (28 лет)   | Горица            |
| Испания · Республика Конго |         | Патрик Нгинги           | 19 июня 2003 (21 год)     | Рома U19          |
| Болгария                   | 17      | Богомил Божуркин        | 2 сентября 2002 (22 года) | Воспитанник клуба |
| Болгария                   | 26      | Иван Валев              | 1 января 2003 (22 года)   | Локомотив Пловдив |
| Нападающие                 |         |                         |                           |                   |
| Болгария                   | 12      | Эмануил Манев           | 19 апреля 1992 (32 года)  | Царско село       |
| Болгария                   | 77      | Октай Хамдиев           | 24 июля 2000 (24 года)    | Септември София   |
| Украина · Нигерия          |         | Адеринсола Хабиб Эсеола | 28 июня 1991 (33 года)    | Ворскла           |
| Болгария                   | 99      | Тодор Чаворский         | 30 марта 1993 (31 год)    | Оборище           |
| Болгария                   | 39      | Ивайло Михайлов         | 28 июля 2000 (24 года)    | Пирин Благоевград |
| Англия                     |         | Родел Ричардс           | 5 сентября 2000 (24 года) | Тоттенхэм U23     |